# Associazione Calcio Intra 1933-1934
Questa pagina raccoglie i dati riguardanti l'Associazione Calcio Intra nelle competizioni ufficiali della stagione 1933-1934.

## Rosa
| N. |                   | Ruolo | Calciatore               |
| -- | ----------------- | ----- | ------------------------ |
|    | Italia (bandiera) | C     | Carlo Borgomainiero      |
|    | Italia (bandiera) | A     | Raffaele Corbetta        |
|    | Italia (bandiera) | D     | Bruno Crola              |
|    | Italia (bandiera) | A     | Guglielmo Dalla Giovanna |
|    | Italia (bandiera) | P     | Gino Favini              |
|    | Italia (bandiera) | C     | Noridino Giollo          |
|    | Italia (bandiera) | C     | Manetti                  |

| N. |                   | Ruolo | Calciatore        |
| -- | ----------------- | ----- | ----------------- |
|    | Italia (bandiera) | A     | Mario Mazzola     |
|    | Italia (bandiera) | D     | Melloni           |
|    | Italia (bandiera) | C     | Luigi Ottolina    |
|    | Italia (bandiera) | C     | Ezio Praccone     |
|    | Italia (bandiera) | C     | Giovanni Porta    |
|    | Italia (bandiera) | D     | Narciso Sacchiero |